# 1688

## أحداث
- حصار بلغراد في الفترة ما بين 30 يوليو و6 سبتمبر.
- بداية حرب المئة عام الثانية في 1688 والتي انتهت في 1815.
- انتخاب الإمام بلعرب بن سلطان بن سيف كثالث إمام للدولة اليعربية العمانية بعد وفاة اباه الإمام سلطان بن سيف اليعربي

## مواليد
- إمانول سفيدنبوري
- ألكسندر بوب

## وفيات
- سير هنري مورغان
- الإمام سلطان بن سيف اليعربي ثاني أئمة الدولة اليعربية
- عبد الحي طرز الريحان